# Plesionika tenuipes
Plesionika tenuipes är en kräftdjursart som först beskrevs av Sidney Irving Smith 1881.  Plesionika tenuipes ingår i släktet Plesionika och familjen Pandalidae. Inga underarter finns listade i Catalogue of Life.